# Poljane (Dragalić)
Poljane is een plaats in de gemeente Dragalić in de Kroatische provincie Brod-Posavina. De plaats telt 54 inwoners (2001).